# شهرستان آوری (کارولینای شمالی)
شهرستان آوری، کارولینای شمالی (به انگلیسی: Avery County, North Carolina) یک سکونتگاه مسکونی در ایالات متحده آمریکا است که در کارولینای شمالی واقع شده‌است.

## خصوصیات
شهرستان آوری ۶۳۹٫۷۳ کیلومترمربع مساحت دارد.